# John Seward Johnson II
Pour les articles homonymes, voir Johnson.
 (mars 2020).
Si vous disposez d'ouvrages ou d'articles de référence ou si vous connaissez des sites web de qualité traitant du thème abordé ici, merci de compléter l'article en donnant les références utiles à sa vérifiabilité et en les liant à la section « Notes et références ».
John Seward Johnson II (né le 16 avril 1930 à New Brunswick au New Jersey et mort le 10 mars 2020 à Key West en Floride) est un sculpteur américain.
Il est également le petit-fils de Robert Wood Johnson I, cofondateur de la compagnie Johnson & Johnson.

## Biographie
Également connu sous les noms de J. Seward Johnson, Jr. et de Seward Johnson, John Seward Johnson II est né en 1930 au New Jersey. Son père était le fils Robert Wood Johnson I, un des fondateurs de la multinationale médicale et pharmaceutique Johnson & Johnson. Sa mère, Ruth Dill, était la sœur de l’actrice Diana Dill.

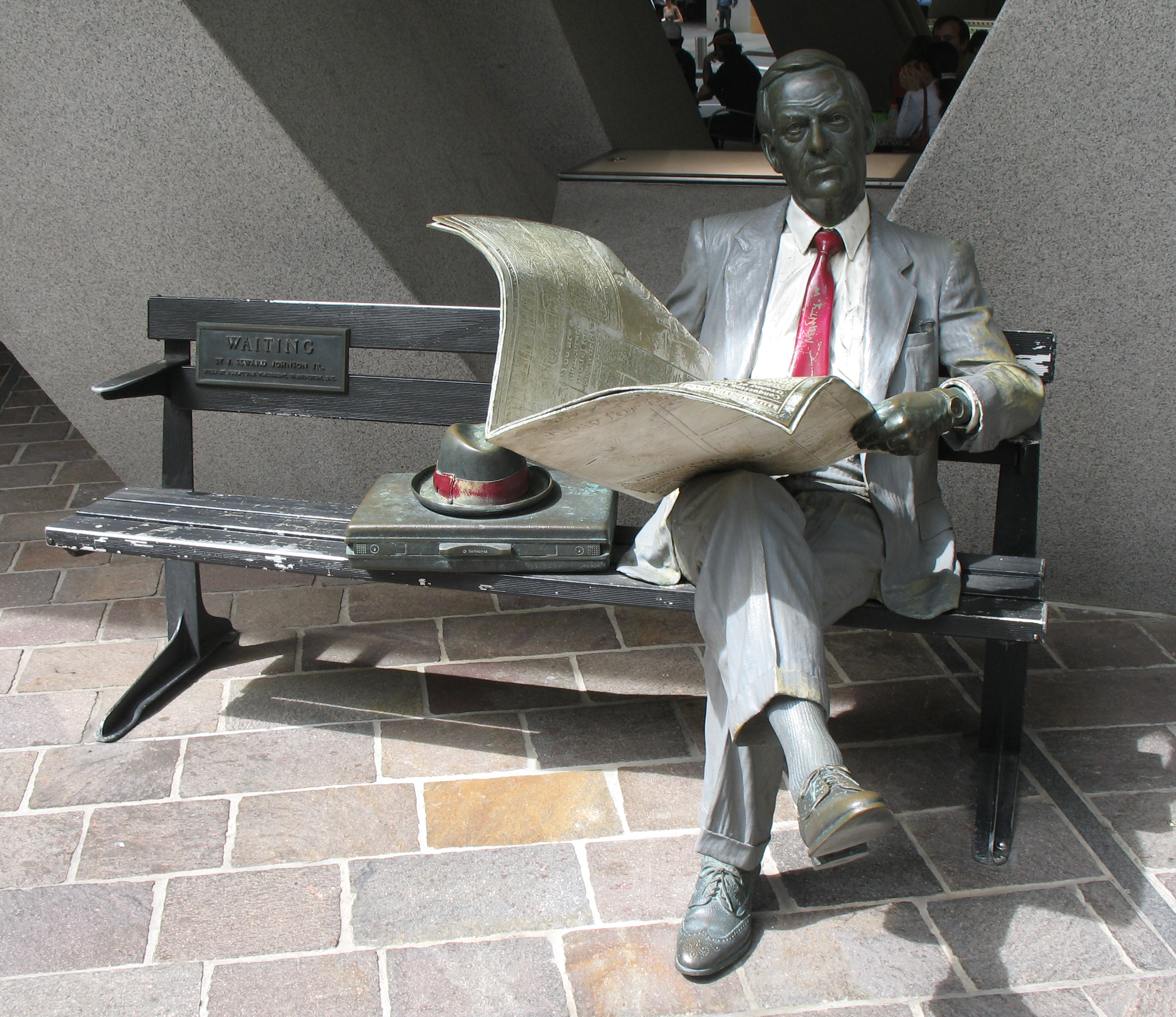
Waiting, sculpture de John Seward Johnson à Sydney, Australie.

Après son service militaire durant la guerre de Corée, Johnson travaille pour Johnson & Johnson jusqu’en 1962, quand son oncle Robert Wood Johnson II le congédie. Il se tourne alors vers la peinture avant de se consacrer à la sculpture à partir de 1968.
Il se fait d'abord connaître par ses statues en bronze ou en aluminium peint, représentant des personnages de la vie de tous les jours et souvent mis en contexte. Il crée également des sculptures monumentales, souvent inspirées de photographies, et des reproductions de toiles célèbres en trois dimensions et en grand format.
Johnson a été mêlé à la saga judiciaire après le décès de son père en 1983 qui avait légué l'entièreté de sa fortune à sa jeune épouse Barbara Piasecka Johnson. Une entente hors-cour a finalement été conclue en faveur des six enfants plaignants pour un partage d’environ 12 % de l’héritage.

## Œuvres principales
L'œuvre de Seward Johnson se regroupe en trois catégories principales :
- L’homme de la rue, personnages grandeur nature et dans des poses de la vie courante.
- Derrière le cadre, reproduction en trois dimensions et en grand format d’œuvres connues d'artistes peintres, principalement impressionnistes.
- Icônes, reproductions souvent monumentales de personnages connus ou de scènes célèbres.

Quelques-unes de ces œuvres :
- The Awakening (1980), une sculpture monumentale de 21 m en cinq sections. Chacune représente une partie du corps d'un être géant qui lutte pour émerger du sable dans lequel il est emprisonné. L'œuvre est installée dans le Comté du Prince George, Maryland.

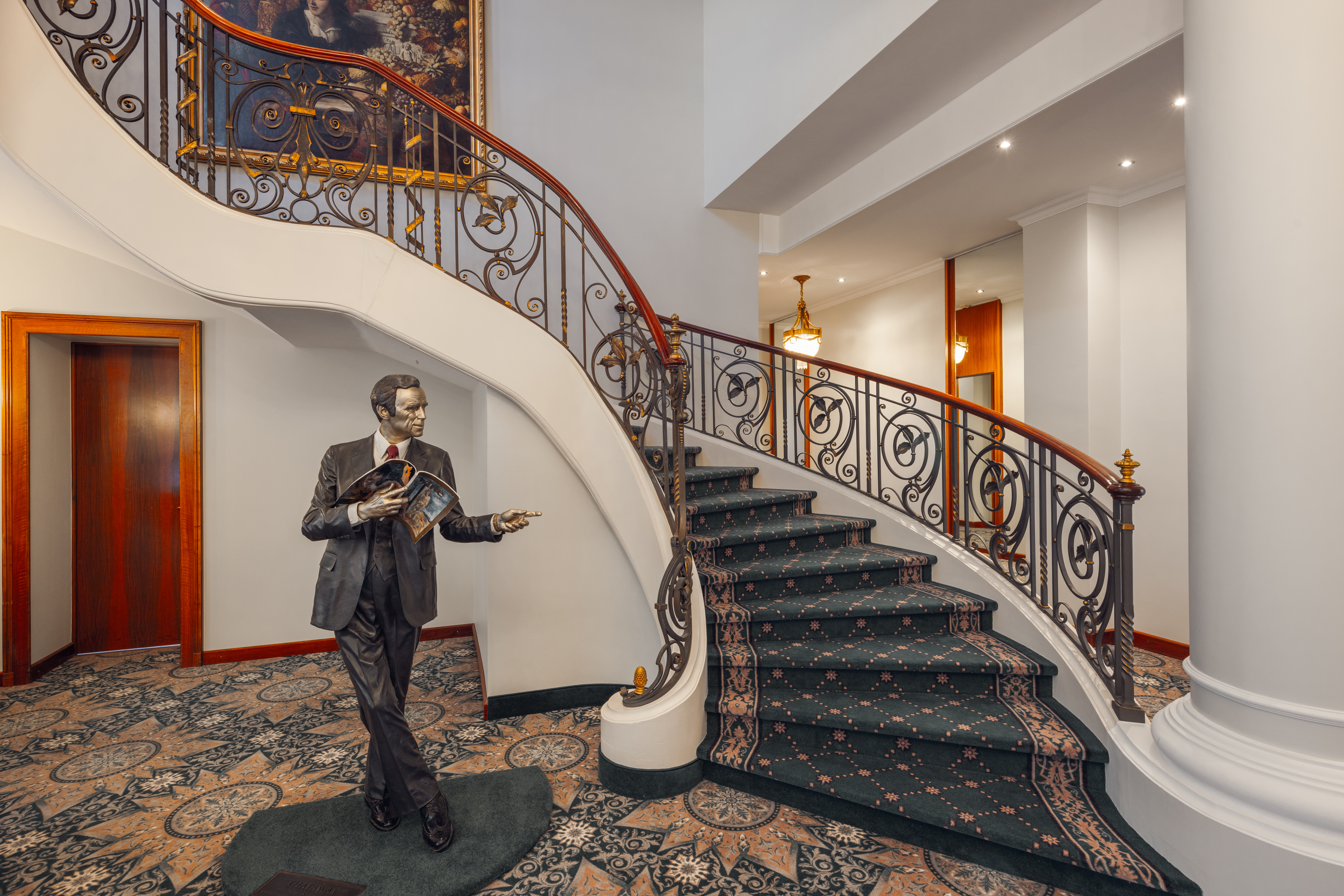
Thataway, sculpture réaliste et grandeur nature de John Seward Johnson au Mirador Resort & Spa au Mont-Pèlerin, Suisse.

- Double Check (1982), une sculpture grandeur nature d'un homme fouillant dans son porte-documents. L'œuvre a été abimée durant les attentats du 11 septembre 2001 à New York. Elle a été restaurée et installée au parc Zuccotti, anciennement le Liberty Plaza Park.
- Hitchhiker (1983), un auto-stoppeur sur la route menant au campus de l'Université Hofstra dans l'État de New York.
- Allow Me (1984), un homme tenant un parapluie à Portland dans l'Oregon.
- Déjeuner Déjà Vu (1994), une reproduction tridimensionnelle de la toile d'Édouard Manet, Le Déjeuner sur l'herbe, installée à Hamilton dans le New Jersey. Johnson explore ici les limites entre la réalité et la représentation en proposant une reproduction en trois dimensions et grandeur nature de l'œuvre de Manet. L'effet est renforcé par l’installation de l’œuvre dans le parc au milieu de la végétation.
- Copyright Violation!! (2004), clin d'œil ironique de Johnson à l'égard des critiques à son égard sur le non-respect des droits d’auteur. La sculpture représente le peintre Claude Monet en train de peindre une œuvre de Jonhson, If It Were Time, elle-même une reproduction de l'œuvre de Monet intitulée Terrasse à Sainte-Adresse. Johnson incite ainsi à se questionner sur la notion d'œuvre d'art originale.
- Unconditional (plusieurs versions depuis 2005), évoque deux photographies célèbres de la même scène,  V-J Day in Times Square , du photographe Alfred Eisenstaedt, et Kissing the War Goodbye, de Victor Jorgensen. L'œuvre provoqua une polémique sur les droits d’auteur. Johnson prétexte qu'il s'est inspiré de la photographie de Jorgensen, libre de droits, mais la reproduction des membres inférieurs et des souliers (non visibles sur la photographie de Jorgensen) est identique à ce qu'on voit sur la photographie d'Eisenstaedt, dont les droits d'utilisation sont protégés.

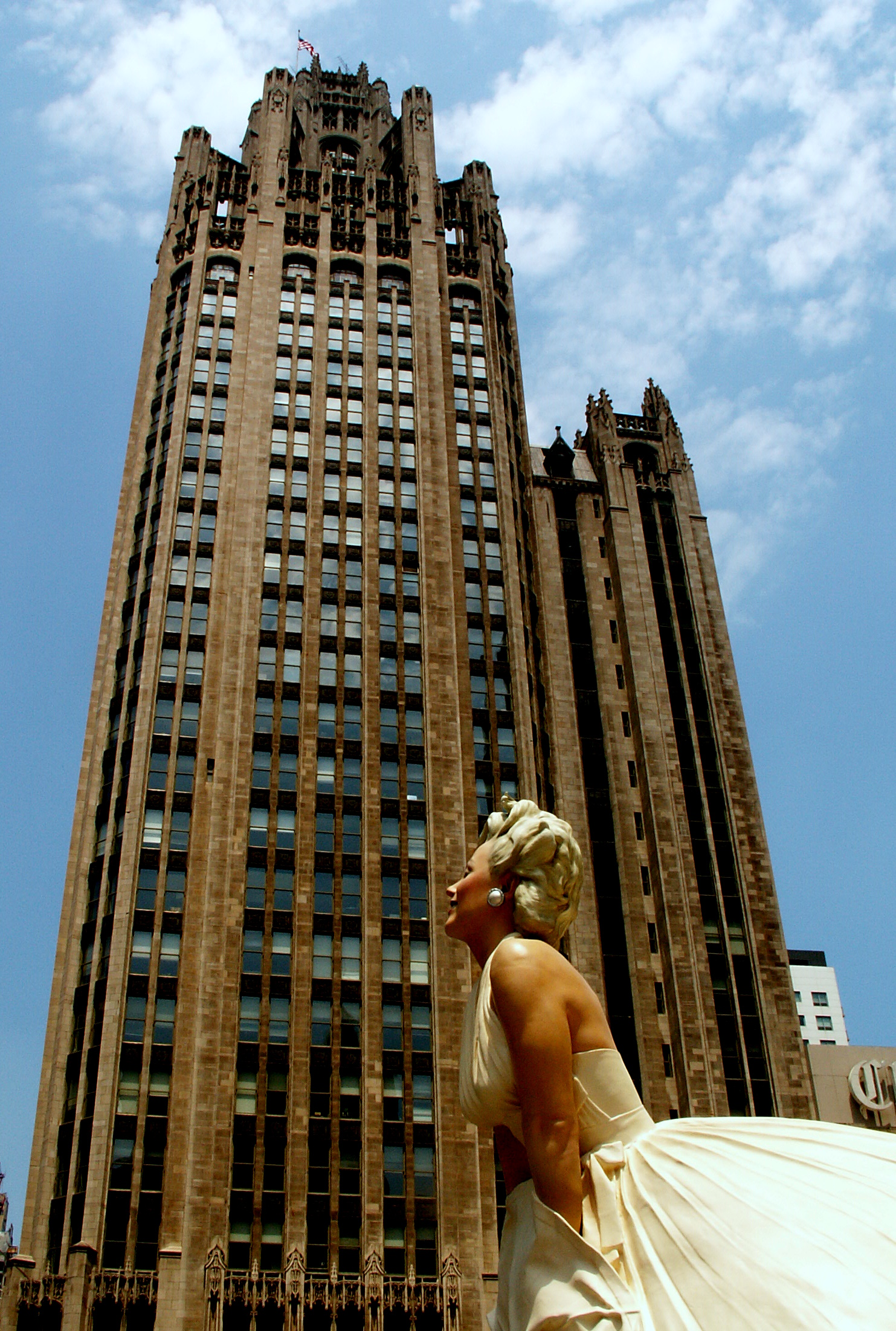
Forever Marilyn, sculpture de John Seward Johnson à Chicago, été 2011, devant la Tribune Tower.

- First Ride (2006), un père aide sa fille sur son vélo, sculpture installée à Carmel (Indiana).
- Forever Marilyn (2011), une reproduction de 8 m de haut d'une célèbre scène du film Sept Ans de réflexion de Billy Wilder dans lequel Marilyn Monroe se tient au-dessus d'une bouche d'aération du métro. Installée durant l'été 2011 à Chicago, l'œuvre a généré une certaine polémique en raison de l'exposition des sous-vêtements.

### Controverses
Le travail de Seward Johnson fait souvent l'objet de controverses. L'utilisation de logiciels informatiques pour modéliser un sujet en trois dimensions et même fabriquer la sculpture, ainsi que les sujets eux-mêmes, souvent à partir d'une œuvre ou d'un travail déjà connu, soulèvent des doutes non seulement quant à la légitimité de la démarche, mais également sur la valeur artistique intrinsèque de telles productions.
Bien que les œuvres de Johnson attirent un public populaire enthousiaste, elles sont jugées sévèrement dans les milieux muséaux et par les critiques d'art qui n'y voient qu'une imitation sans valeur. Plusieurs œuvres suscitent également des objections par rapport à la notion de propriété intellectuelle.

## Philanthropie
Johnson contribue généreusement à l'art contemporain. Lui-même subventionne souvent ses propres expositions, avant de faire don de ses œuvres à des fins caritatives.
En 1974, il crée la Johnson Atelier Technical Institute of Sculpture, une fonderie qui lui permet de produire ses propres œuvres, mais également celles de jeunes sculpteurs de talent, attirés par la qualité des installations.
En 1984, il met sur pied la fondation The Sculpture Foundation, par laquelle il fait connaître son travail et celui d’autres sculpteurs. Il a dans ce but acheté un vaste terrain à Hamilton dans le New Jersey pour y installer, à partir de 1992, le Grounds for Sculpture où plus de deux cents sculptures contemporaines sont disséminées dans le parc aménagé. L'ensemble offre ainsi un cadre invitant au public pour se familiariser avec la sculpture et l'art contemporains. Parmi les artistes exposés, mentionnons Clement Meadmore, Anthony Caro, Beverly Pepper, Kiki Smith, George Segal, Magdalena Abakanowicz, Isaac Witkin et bien sûr Seward Johnson lui-même.